# Etica dei dati
L'etica dei dati è una disciplina che si occupa delle implicazioni morali e delle responsabilità legate alla raccolta, gestione, analisi e utilizzo dei dati.
Essa si concentra sulla valutazione degli impatti sociali, economici e politici che le pratiche di trattamento dei dati possono avere, cercando di stabilire principi etici che guidino le azioni nel rispetto della privacy, della trasparenza e della giustizia. 
L'etica dei dati considera quindi non solo la protezione dei dati personali, ma anche l'uso responsabile delle informazioni per garantire il rispetto della dignità e dei diritti delle persone e delle comunità interessate. 

## Storia
L'etica dei dati nasce dall’esigenza di proteggere la privacy e i diritti delle persone nell’uso delle informazioni. 
Uno dei primi contributi in materia è l'articolo di Warren e Brandeis del 1890, "The Right to Privacy", che introduce il concetto di privacy come diritto fondamentale. Con l’avvento dei computer negli anni '70, il tema della protezione dei dati personali è diventato cruciale, portando a leggi specifiche in molti Paesi, mentre la Convenzione 108 del Consiglio d'Europa nel 1981 è stato il primo trattato internazionale sul tema.
Negli anni '90, Internet ha portato all'aumento della raccolta di dati su larga scala, ponendo nuove questioni etiche, soprattutto legate al marketing e alla personalizzazione. Negli ultimi anni, l’uso di big data e intelligenza artificiale ha intensificato il dibattito sull’etica dei dati. Scandali come quello di Cambridge Analytica nel 2018 hanno evidenziato i rischi della manipolazione dei dati, portando a normative più severe, come il GDPR dell'Unione Europea.
Lo sviluppo del campo dell'etica dei dati include temi come la trasparenza, l’imparzialità e la responsabilità, sostenuti da studiosi come Luciano Floridi; mentre Iniziative come il Data Ethics Framework del Regno Unito forniscono linee guida per un uso responsabile dei dati nel settore pubblico.

## Principi
L’etica dei dati si basa su una serie di principi fondamentali volti a garantire l'uso responsabile delle informazioni. Questi principi sono stati sviluppati per tutelare i diritti delle persone e ridurre i rischi derivanti dall'uso eccessivo o improprio dei dati.

### Trasparenza
La trasparenza è alla base dell'etica dei dati e implica che le organizzazioni informino chiaramente gli individui su come i loro dati verranno raccolti, utilizzati e conservati. I soggetti interessati devono avere accesso alle informazioni riguardanti il trattamento dei propri dati e le loro modalità di utilizzo.

### Consenso informato
È essenziale che le persone possano esprimere un consenso esplicito e consapevole prima che i loro dati vengano utilizzati. Questo principio promuove il rispetto della libertà individuale e assicura che le persone possano esercitare il controllo sulle proprie informazioni personali.

### Minimizzazione dei dati
Questo principio stabilisce che devono essere raccolti solo i dati necessari per raggiungere un obiettivo specifico. La minimizzazione riduce i rischi associati alla conservazione eccessiva delle informazioni e limita il potenziale abuso di utilizzo dei dati.

### Responsabilità
Le organizzazioni che raccolgono e gestiscono dati devono essere responsabili per il loro utilizzo, adottando misure di sicurezza adeguate e monitorando l'impatto delle loro pratiche. La responsabilità è fondamentale per creare fiducia tra le persone e le istituzioni che utilizzano i loro dati.

### Equità e assenza di pregiudizi
L’etica dei dati si impegna a evitare che i dati e gli algoritmi creino o amplifichino disuguaglianze sociali. Gli algoritmi devono essere progettati e monitorati per assicurare che non causino discriminazioni nei confronti di determinate categorie di persone.

### Sicurezza dei dati
La protezione dei dati è essenziale per prevenire violazioni della privacy e uso improprio delle informazioni. Le organizzazioni devono adottare misure di sicurezza adeguate per proteggere i dati sensibili da accessi non autorizzati e da attacchi informatici.

## Dilemmi etici nell'applicazione dei dati nella comunicazione digitale
La rapida evoluzione degli strumenti di comunicazione ha generato nuove sfide etiche che richiedono un'attenta considerazione. 
L'ampia raccolta e il trattamento di dati personali consentono la creazione di profili utente altamente dettagliati, capaci di descrivere preferenze, abitudini e persino stati emotivi. Questo solleva questioni etiche relative al consenso informato sulla raccolta e l'uso di tali dati, alla trasparenza sulle finalità commerciali della profilazione e alla potenziale discriminazione derivante dall'analisi algoritmica dei dati. 

### Sorveglianza e profilazione
Le capacità di monitoraggio e sorveglianza, sia da parte di attori statali che privati, sono amplificate dalla raccolta e analisi dei dati generati dagli strumenti di comunicazione digitale. Il costante tracciamento delle attività online e l'accumulo di dati personali possono erodere la sfera privata e influenzare il comportamento degli individui, sollevando un profondo dilemma etico sull'equilibrio tra le esigenze di sicurezza o controllo e il diritto fondamentale alla privacy. 
Secondo M.G. Caraceni, questo modello, definito come capitalismo della sorveglianza, solleva profondi dilemmi etici: la giustificazione basata sul "non ho nulla da nascondere" è smentita dal fatto che la consapevolezza di essere osservati erode la sfera privata e altera la libertà individuale, rischiando l'espropriazione del sé e la sottomissione a logiche di mercato o statali basate sul controllo algoritmico dei dati .
Questi dilemmi richiamano la necessità di un approccio etico proattivo nella progettazione e nell'uso delle tecnologie di comunicazione, al fine di salvaguardare i diritti umani e il benessere nell'ambiente digitale.

### Etica dei dati e intelligenza artificiale[12]
Con la crescente sofisticazione dei sistemi di Intelligenza Artificiale nella loro capacità di raccogliere e analizzare enormi quantità di dati personali, le nozioni tradizionali di privacy e consenso vengono fondamentalmente messe in discussione. 
La possibilità che l'Intelligenza Artificiale deduca informazioni personali sensibili partendo da input testuali apparentemente innocui , solleva seri interrogativi sull'efficacia delle attuali garanzie di privacy.
L'etica della raccolta dati tramite Intelligenza Artificiale è ulteriormente complicata dalla proliferazione di dispositivi IoT (Internet of Things) . L'ubiquità dei dispositivi IoT porta a una raccolta dati pervasiva, erodendo potenzialmente la privacy nella vita quotidiana. Questo introduce nuove sfide di sicurezza e rende difficile per gli individui essere pienamente consapevoli della raccolta e della gestione dei propri dati, mettendo in discussione la fattibilità di un consenso significativo .
Un'altra preoccupazione etica è la distorsione (bias) introdotta dai sistemi di intelligenza artificiale. Infatti, se i modelli di Intelligenza Artificiale vengono addestrati su dei set di dati distorti, possono perpetuare o amplificare pregiudizi sociali esistenti, portando a esiti discriminatori in settori ad alto rischio come l'occupazione o la giustizia penale . La complessità di questi algoritmi, spesso "black box", ostacola infatti la trasparenza e rende difficile per gli individui comprendere come i loro dati vengano utilizzati e per le autorità garantire la conformità normativa.
A livello normativo, l'AI Act dell'Unione Europea, adottato nel 2024, inaugura una nuova era di regolamentazione dell'Intelligenza Artificiale, affrontandone l'uso nella raccolta di dati sensibili e nell'identificazione biometrica. 
Accanto a ciò, il Regolamento Generale sulla Protezione dei Dati (GDPR) dell'Unione Europea continua ad essere cruciale, imponendo principi come la minimizzazione dei dati e la limitazione delle finalità, principi essenziali per i sistemi di Intelligenza Artificiale che richiedono vasti set di dati per l'addestramento e il funzionamento.

In risposta a queste sfide, oltre alle normative, emergono soluzioni come l'apprendimento federato.Questo approccio, efficace in settori come l'imaging medico , allinea l'analisi dei dati su larga scala con i principi di protezione dei dati, mantenendo le informazioni sensibili localizzate. 